# خلیجک کولیما
خلیجک کولیما (روسی: Колымская Губа) یک خلیج در شمال استان یاقوتستان کشور روسیه است.